# Атак, Бурхан
Бурха́н Атак (тур. Burhan Atak; 27 января 1905, Стамбул — 6 июня 1987, Стамбул) — турецкий футболист, играл на позиции защитника. Участник Олимпийских игр 1928 года.

## Биография

### Клубная карьера
Всю футбольную карьеру Атак играл за «Галатасарай», в составе которого 4 раза выиграл Стамбульскую лигу.

### Карьера в сборной
Дебютировал за сборную Турции 12 сентября 1926 года в товарищеском матче против сборной Польши — Турция проиграла ту встречу со счётом 1:6. В составе сборной Турции принимал участие на олимпийском футбольном турнире 1928 года, где сыграл в матче со сборной Египта (1:7).
Последний матч за сборную Турции сыграл 22 апреля 1932 года против сборной Венгрии — Турция проиграла со счётом 1:4. Всего за сборную Турции сыграл 10 матчей и забил 1 гол.
По окончании карьеры работал футбольным судьёй.

### Смерть
Скончался 6 июня 1987 года в Стамбуле в возрасте 82 лет.

## Достижения
«Галатасарай»
- Чемпион Стамбульской лиги (4): 1925/26, 1926/27, 1928/29, 1930/31